# Khanate
A Khanate amerikai doom metal supergroup volt. Négy taggal rendelkeztek: Alan Dubin-nal, James Plotkin-nal, Stephen O'Malley-val és Tim Wyskida-val. 
2001-ben alakultak meg New Yorkban. Mint az összes doom metal együttesre, a Khanate-re is a lassúság és a melankolikus hangulat volt jellemző. 2010-ben feloszlottak.

## Tagok
- Alan Dubin – éneklés
- Stephen O'Malley – gitár
- James Plotkin – basszusgitár
- Tim Wyskida – dobfelszerelés

## Diszkográfia
- Khanate (2001)
- Things Viral (2003)
- Capture and Release (2005)
- Clean Hands Go Foul (2009)